# جانا غانا مانا
جانا غانا مانا (بالبنغاليّة: জন গণ মন، تلفظ: جانا گانا مانا) النشيد الوطني الهندي، ألّفه الفيلسوف والشاعر الهندي الحائز على جائزة نوبل في الآداب رابندراناث طاغور، باللغة البنغالية في 11 ديسمبر 1911. أُنشد أول مرّة في 27 كانون الأول عام 1911 في مدينة كالكوتا في إحدى جلسات المؤتمر الوطني الهندي، وفي 24 كانون الثاني عام 1950 اعتمدت أجزاء من قصيدة جانا غانا مانا من قبل الجمعيّة التأسيسيّة الهنديّة وجعلتها النشيد الوطني للهند.

## الكلمات

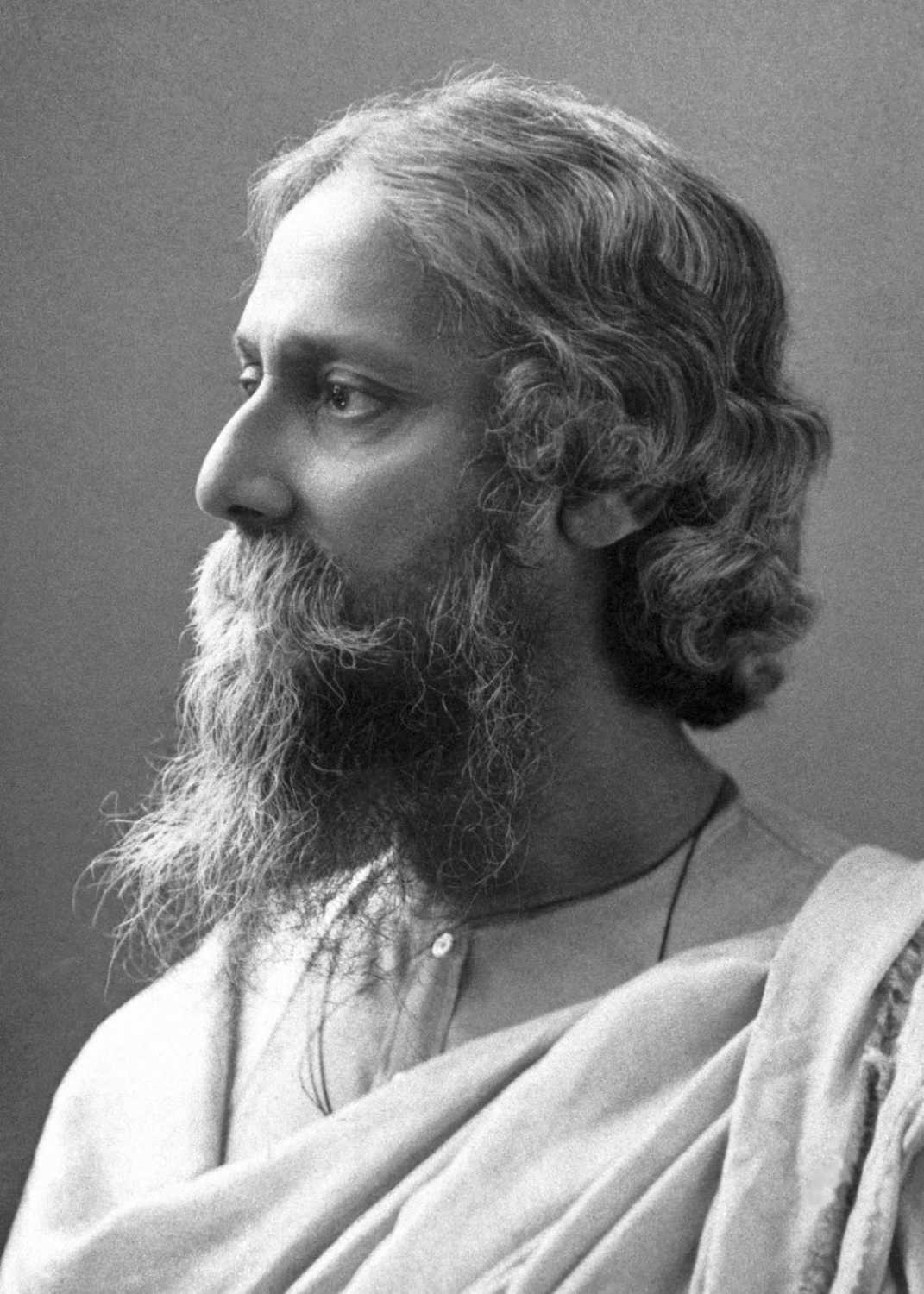
رابندراناث طاغور

| كتابة بنغالية | رومنة بنغالية | كرشنة عربية |
| --- | --- | --- |
| জনগণমন-অধিনায়ক জয় হে. ভারতভাগ্যবিধাতা পঞ্জাব সিন্ধু গুজরাট মরাঠা দ্রাবিড় উৎ‍কল বঙ্গ বিন্ধ্য হিমাচল যমুনা গঙ্গা উচ্ছল জলধি তরঙ্গ তব শুভ নামে জাগে তব শুভ আশিস মাগে গাহে তব জয়গাথা জনগণমঙ্গলদায়ক জয় হে ভারতভাগ্যবিধাতা জয় হে, জয় হে, জয় হে, জয় জয় জয়, জয় হে॥ | Jônogônomono-odhinaeoko jôeô he Bharotobhaggobidhata Pônjabo Shindhu Gujoraṭo Môraṭha Drabiṛo Utkôlo Bônggo Bindho Himachôlo Jomuna Gôngga Uchchhôlo jôlodhi toronggo Tôbo shubho name jage Tôbo shubho ashish mage Gahe tôbo jôeogatha Jônogônomonggolodaeoko jôeô he Bharotobhaggobidhata Jôeo he, jôeo he, jôeo he, jôeo jôeo jôeo, jôeo he | جانا گانا مانا أدھينایكا جايا هي بھاراتا بھاگیا ڤيدھاتا پُنجابا سِند گُجاراتا ماراتھا دراڤيدا أُتكالا ڤانگا ڤيندھیا هيماچالا یامونا گانگا أُچھالا جالادهي تارانگا تاڤا سُبها نامي جاگي تاڤا سُبها آسيسا مانگي گاهي تاڤا جایا گاتھا جانا گانا مانگالا دایاکا جايا هي بھاراتا بھاگایا ڤيدھاتا جايا هي، جايا هي، جايا هي جايا جايا جايا جايا هي |

## الترجمة العربيّة
أنت أيها الفن، يا حاكم عقول الناس

أنت يا صانع مصير الهند

اسمك يتردد في قلوب البنجاب، والسند

وغوجارات، وماراثا

ومن دارفيدا وأوريسا والبنغال

يتردد صداه إلى تلال فانداهياز والهيمالايا

ممتزجاً بموسيقى يامونا والغانج

ومرتلٌ من قبل أمواج بحر الهند

يصّلون من أجل بَركاتِكِ، يغنّون مديحاً لك

إنقاذُ جميع الناس ينتظر يَدَكْ

أنتَ يا صانعُ مصير الهند

النصر لك، النصر لك، النصر لك

النصر النصر النصر النصر لك

## روابط خارجيّة
- النشيد الوطني الهندي،البوابة الوطنية للهند.
- النشيد الوطني الهندي بصيغة ميدي "MIDI".
- النشيد الوطني الهندي بصيغة إم بي ثري "MP3".
- فيديو لنشيد جانا غاما مانا يؤديها عازفون ومطربون. على يوتيوب

## معرض صور

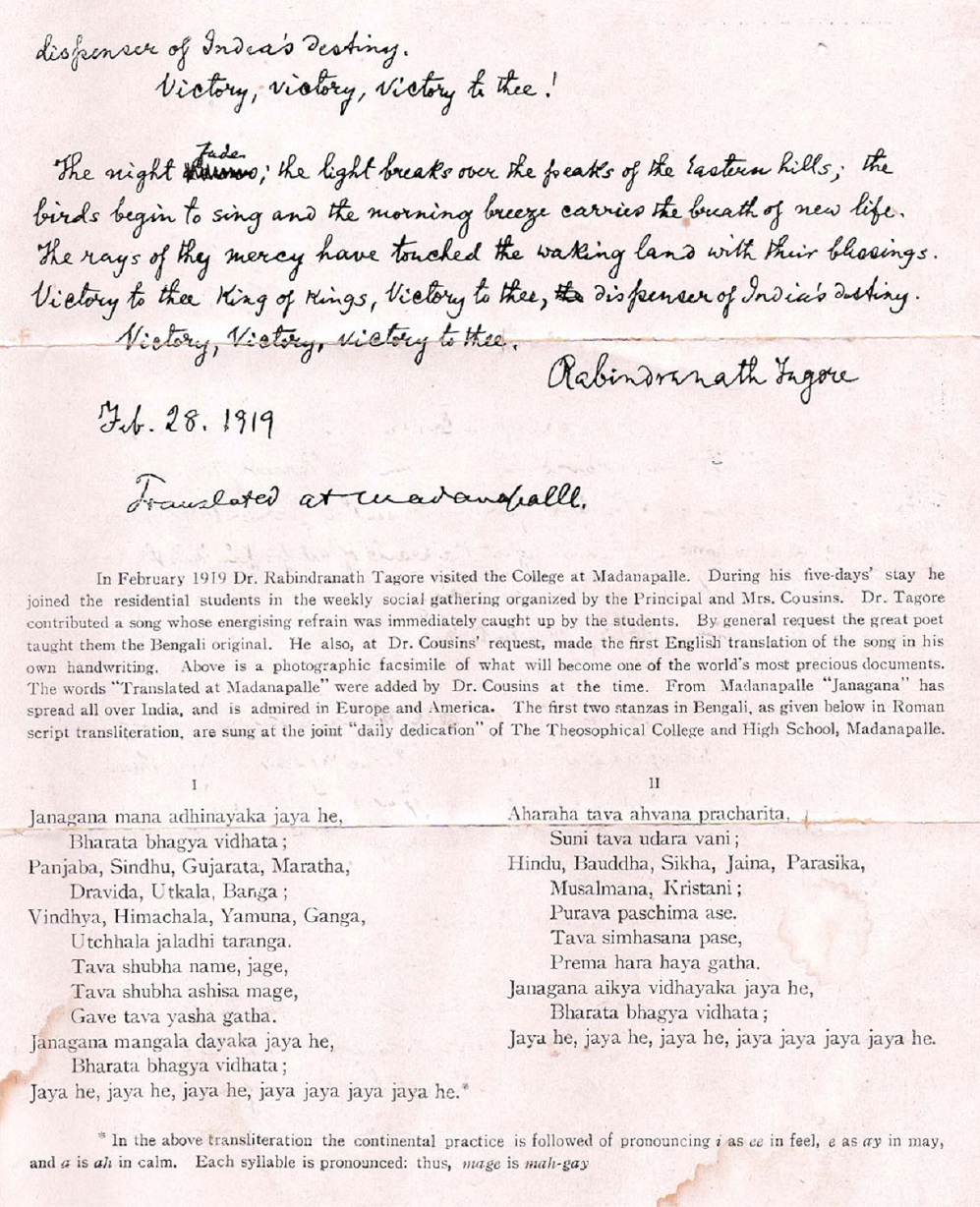
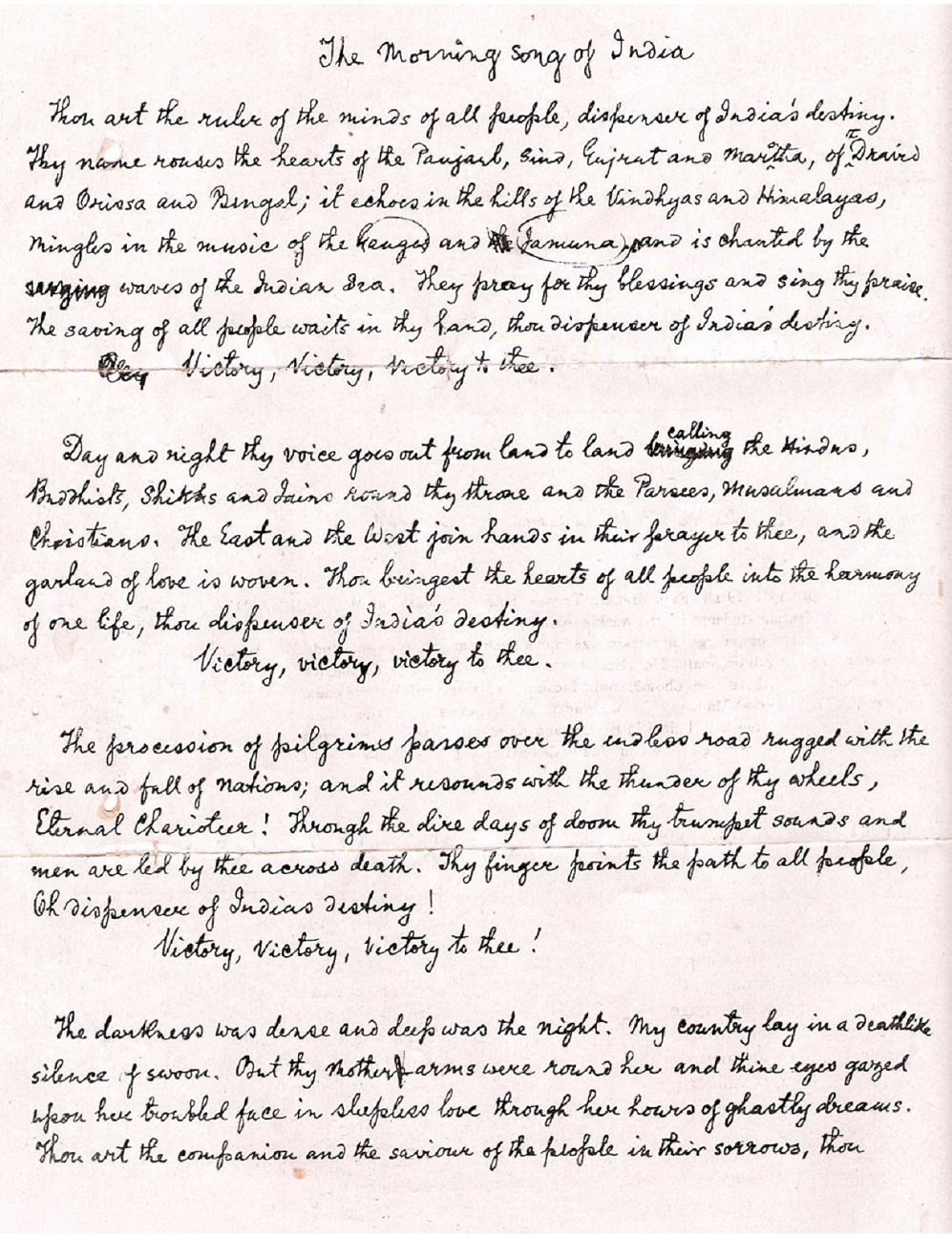
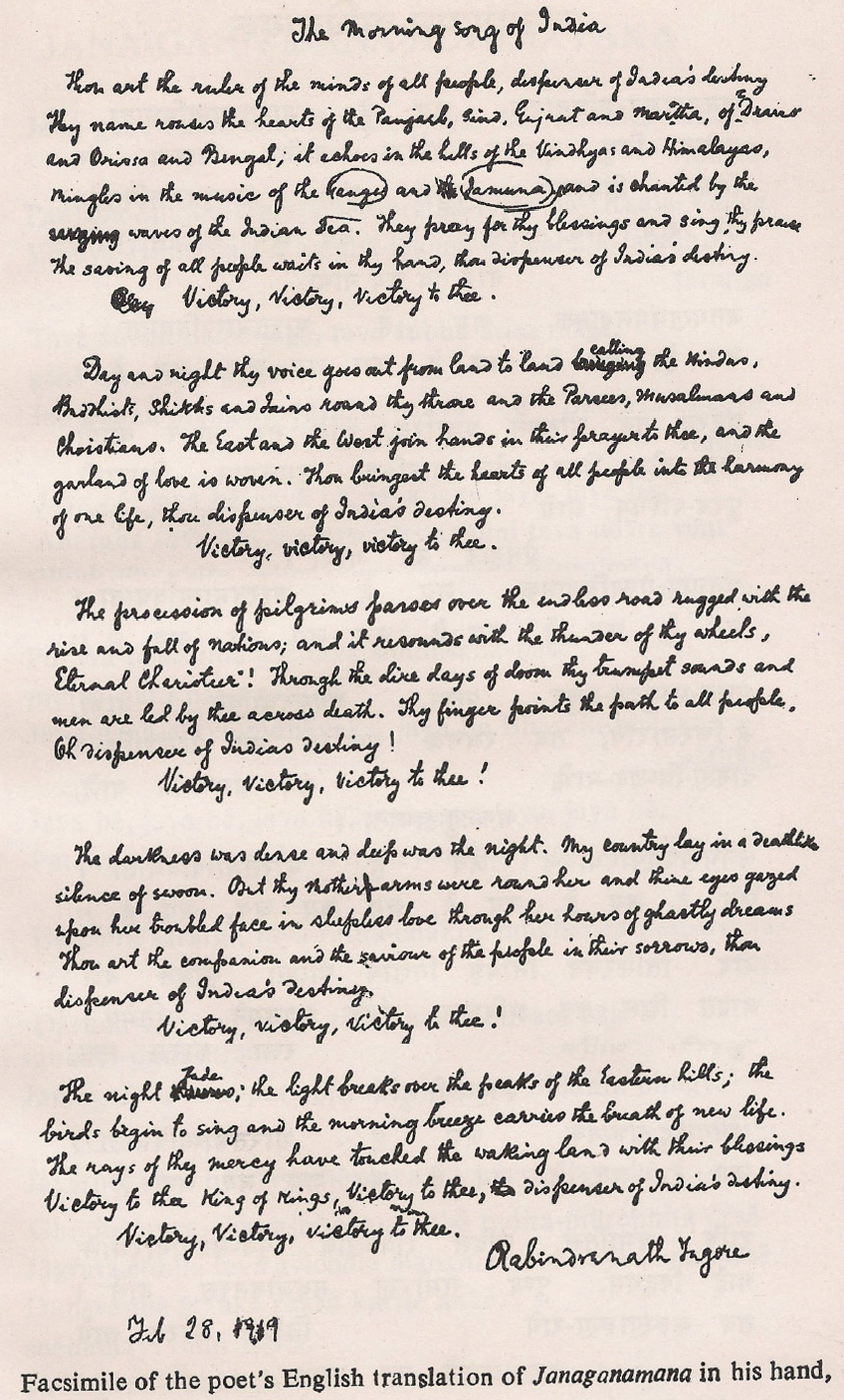
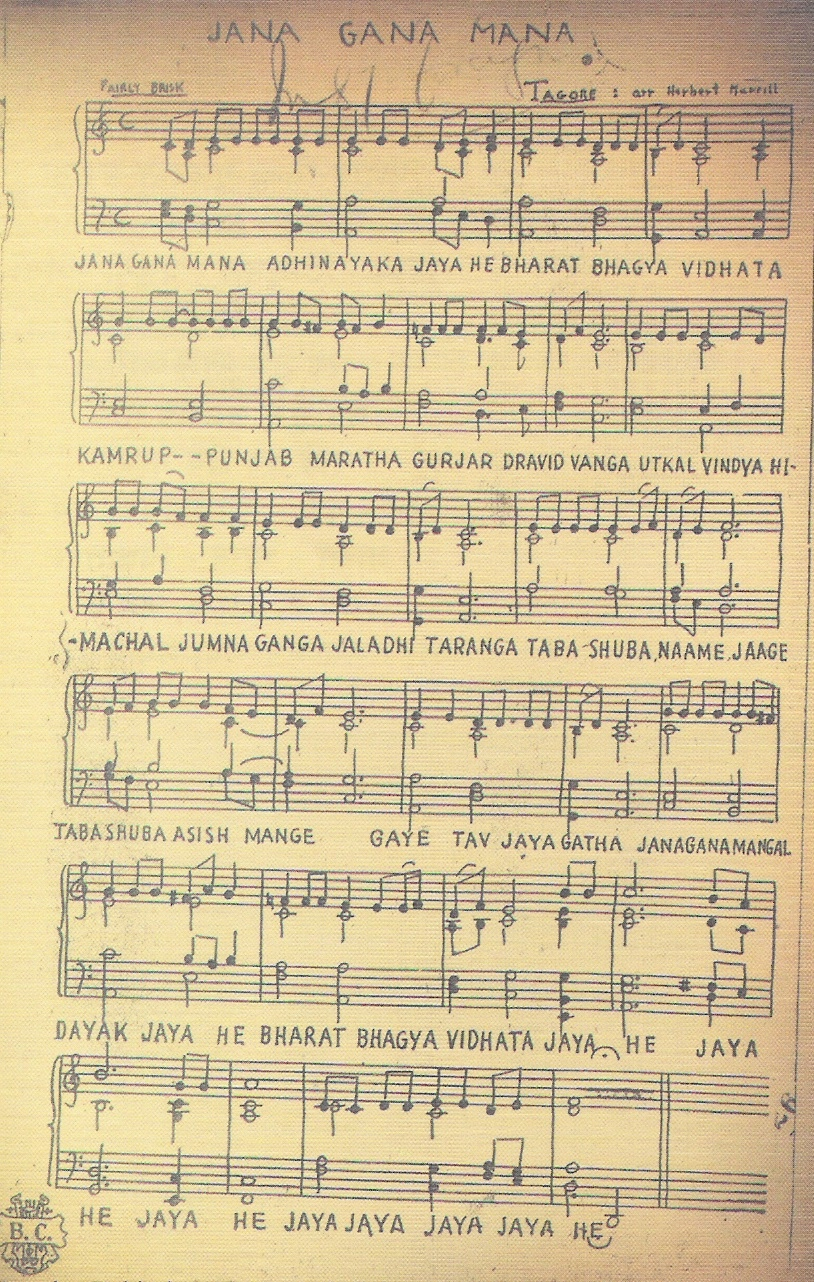